# Dove Creek
Dove Creek är administrativ huvudort i Dolores County i Colorado. Enligt 2020 års folkräkning hade Dove Creek 635 invånare.